# Golf Story
Golf Story är ett sport-, äventyr- och rollspel utvecklat och utgivet av den australiensiska spelutvecklaren Sidebar Games. Spelet släpptes endast till Nintendo Switch i Nordamerika, Europa och Australien den 28 september 2017.